# Mimoides lysithous
Mimoides lysithous is een vlinder uit de onderfamilie Papilioninae van de familie van de pages. De wetenschappelijke naam van de soort is, als Hectorides lysithous, voor het eerst geldig gepubliceerd in 1821 door Jacob Hübner. De combinatie in Mimoides werd in 1991 gemaaktdoor K.S. Brown.

## Ondersoorten
- Mimoides lysithous lysithous
- Mimoides lysithous eupatorion (Lucas, 1859)
- Mimoides lysithous harrisianus (Swainson, 1822)
- Mimoides lysithous rurik (Eschscholtz, 1821)
- Mimoides lysithous sebastianus (Oberthür, 1879)